# الإمبراطور مومو
الإمبراطور مومو (باليابانية: 文武天皇 مومو تينو) (683 - 707) كان الإمبراطور الثاني والأربعون في اليابان. وفقا للتواريخ التقليدية فإن فترة حكمه امتدت بين عامي 707 و 697.